# Hvinningdal Kirke
Hvinningdal Kirke er en kirke fra 2022 i bydelen Hvinningdal (Balle Sogn) i Silkeborg. Den erstattede en midlertidig kirkebygning fra  1995.
Hvinningdal Kirke står på toppen af Hvinningdal Bakke og har plads til 500 mennesker i kirkerummet. Grundstensnedlæggelsen fandt sted i november 2021, og indvielsen fandt sted 30. oktober 2022.
Den første kirke havde et kirkerum med plads til 100 mennesker. Den var fra starten tænkt som en midlertidig kirke og bygget som en vandrekirke med nedtagelige træelementer, tegnet af arkitektfirmaet Årstiderne i Silkeborg. Der var rejsegilde 17. november 1994 og indvielse 26. februar 1995. Den sidste gudstjeneste i vandrekirken blev afholdt 22. maj 2022 hvorefter kirken blev nedtaget og flyttet til Nye i Elev Sogn ved Aarhus.